# Лов на вещици (филм)
„Лов на вещици“ (на английски: The Crucible) е американска историческа драма от 1996 г. по сценарий на Артър Милър, който адаптира едноименната си пиеса от 1953 г. Режисиран е от Никълъс Хайтнър, а във филма участват Даниъл Дей-Люис, Уинона Райдър, Пол Скофийлд, Брус Дейвисън, Джоан Алън и Карън Грейвс.